# Каша из топора
«Каша из топора» (Кашица из топора) — сюжет русской народной сказки.
Сказка относится к так называемым социально-бытовым сказкам. «Каша из топора» — один из самых известных типов русской бытовой сказки, всемирно распространённый сюжет «Каменный суп». В указателе сказочных сюжетов имеет № 1548 «Солдат варит кашу (суп) из топора»: хозяйка не хочет кормить его; постепенно он выпрашивает крупы, масла и так далее.
Сюжет сказки экранизирован в советском фильме-сказке «Финист — Ясный сокол» (1975). Также по сказке в 1980 году был снят мультфильм «Солдатская сказка», а в 1982 году — одноимённый кукольный мультфильм. Русских вариантов сказки — 10, украинских — 2, белорусских — 2.
В русском языке фраза «Каша из топора» стала устойчивым выражением о чём-либо стоящем, сделанном, несмотря на нехватку компонентов, которые входят в его состав.

## Сюжет
Шёл солдат со службы домой и устал по дороге. Ему сильно хотелось есть, а у самого ничего нет. Подходя к деревне, герой постучался в первую избушку, отдохнуть попросился, да попросить еды. Жила там старуха, отдохнуть пустила, но пожалела она солдату еды и сказала, что у самой ничего нет. Солдат увидел топор под лавкой и предложил из него кашу сварить. Старушка дала ему котелок, а солдат помыл и положил топор в котелок на огонь, стал помешивать. Попробовал, говорит соли не хватает. Старуха сбегала за солью. Снова солдат топор варит. Пробует и попросил горсточку крупы. Старуха бежит, несёт мешочек крупы. Затем солдат попросил масла — старуха и масло принесла.
Сварил солдат кашу, сели они со старухой есть. Старуха удивляется, что из топора такую вкусную кашу сварить можно, и спрашивает солдата: «Когда топор есть будем?» Тот отвечает, что топор не сварился, и он доварит его по дороге и съест. Так солдат и каши поел и топор унёс.